# Smedsgården, Ronneby kommun
Smedsgården är en ort i Ronneby kommun, Blekinge län, som ligger sydost om Ronnebyhamn.
Orten var en del av den av SCB definierade och namnsatta småorten Smedsgården och Bredäng.[källa behövs]